# Pandanus ornithocephalus
Pandanus ornithocephalus är en enhjärtbladig växtart som beskrevs av Harold St.John och Benjamin Clemens Masterman Stone. Pandanus ornithocephalus ingår i släktet Pandanus och familjen Pandanaceae. Inga underarter finns listade.